# جافدوس

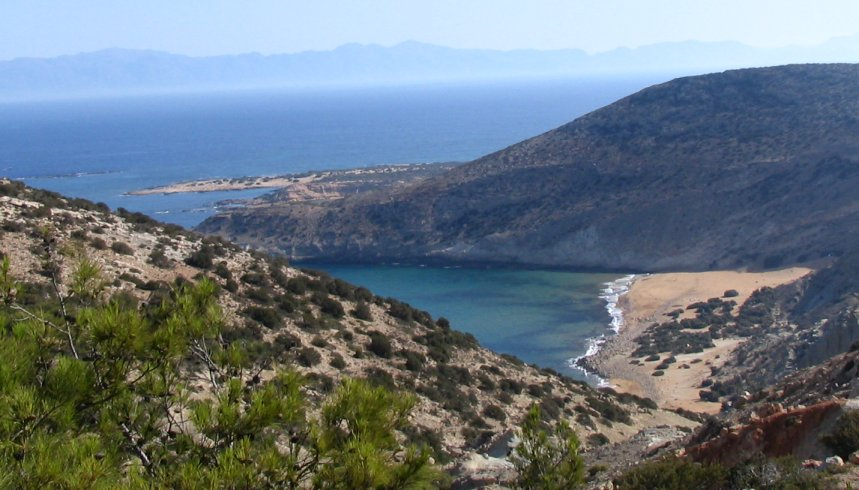

جافدوس (باليونانية: Γαύδος، [ˈɣavðos]) هي جزيرة يونانية تقع في البحر الأبيض المتوسط، وتقع إلى الجنوب جزيرة كريت، وهي جزء منها إداريًا في الوحدة الإقليمية. وطبيعة مجتمعها مثلها مثل الجزر المحيطة وكانت جزءًا من مقاطعة سيلينو السابقة. تقع الجزيرة في الطرف الجنوبي من اليونان. وهي أقصى جزء من جنوب أوروبا.

## سبب التسمية
وقد سميت من قبل مجموعة متنوعة من الأسماء. على سبيل المثال، يظهر في الرواية الكتابية عن رحلة بولس إلى روما في كتاب أعمال الرسل 27 باسم «كلودا» (Κλαῦδα) أو «كاودا» (Καῦδα). وأشير إلى الجزيرة باسم «كاودا» من قبل الجغرافي الروماني بومبونيوس ميلا، و «بليوس» من قبل بليني. دعا بطليموس غافدوس «كلودوس» (Κλαῦδος). أطلق عليها البندقية اسم «غوتزو»، ربما في تقليد الجزيرة المالطية «غوزو». من القرن السابع عشر إلى القرن التاسع عشر، عُرفت الجزيرة باسم "Gondzo". كان الاسم التركي لجودزو هو «بوغادوز».

## جغرافيا الجزيرة
تقع الجزيرة على بعد 26 ميلاً بحريًا (48 كم) جنوب Chora Sfakion. تبلغ مساحة البلدية، التي تضم الجزيرة الصغيرة جافدوبولا 32.424 كيلومتر مربع (12.5 ميل مربع)الجزيرة مثلث الشكل تقريبا. أعلى نقطة هي جبل فارديا، 345 مترًا (1132 قدمًا). الزاوية الجنوبية الشرقية هي شبه جزيرة صخرية ذات قوس طبيعي منحوت بواسطة العناصر، تسمى Trypiti. تمثال على كرسي كبير الحجم فوق قمة تريبتي.
هناك جزيرة تسمى غافدوبولا (Γαυδοπούλα ، «جافدوس الصغيرة») إلى الشمال الغربي من غافدوس. Gavdos و Gavdopoula مغطاة بالفريجانا (φρύγανα)، الشجيرات المنخفضة. كلاهما محطتان مهمتان لهجرة الطيور.[5] الطيور المحلية تشمل البومة الاوراسية الاسكواش والشعر الأوروبي. يوجد في جافدوس أيضًا مجموعة متنوعة من النباتات الأخرى، مثل الماكويز وغابات الصنوبر والعرعر.

## مناخ
جافدوس هي الجزيرة الواقعة في أقصى جنوب اليونان وكل أوروبا، بمناخ صحراوي حار مما يجعلها واحدة من المنطقتين في أوروبا بمثل هذا المناخ، الصيف حار باستمرار، مع درجات حرارة يومية تصل إلى 27 درجة مئوية (81 درجة فهرنهايت) في يوليو وأغسطس. النهايات تكون عرضية، وأحيانًا تصل إلى 40 درجة مئوية (104 درجة فهرنهايت)، ولها شتاء معتدل للغاية وفقًا للمعايير الأوروبية. يناير، أبرد شهر، لديه متوسط درجة حرارة 13 درجة مئوية (55 درجة فهرنهايت). البحر الأبيض المتوسط هو منظم حراري مهم يحيط جزيرته في جميع اتجاهاته، مع الحفاظ على درجة حرارة عالية للبحر، خاصة في فصل الصيف الذي يمر من 26 درجة مئوية (79 درجة فهرنهايت). ويساعد المناخ المعتدل الرياح التي تهب من الصحراء الكبرى. تحمي جبال البلقان التي لا تعد ولا تحصى من الهواء القاري البارد، بالإضافة إلى حالة الجزيرة. نتيجة لارتفاع هطول الأمطار في جزر الأزور شبه الاستوائية يتركز في الشتاء، مما يجعل الصيف جافًا مع عدم وجود أيام هطول خلال أشهر يونيو ويوليو وأغسطس. إنها أكثر الأماكن المشمسة في أوروبا ولديها أكبر عدد من الإشعاع: بين 1800 و 1900 كيلو واط / متر مربع (مثالية للألواح الشمسية)، وقيم أقرب إلى شمال إفريقيا والشرق الأوسط.

## السكان
لا يوجد سوى عدد قليل من سكان Gavdos على مدار السنة والخدمات للسياح أساسية. اعتبارًا من عام 2011، كان إجمالي عدد سكان جافدوس 152. في الواقع، يعيش أقل من 50 شخصًا بشكل دائم في الجزيرة. في الصيف، يمكن أن يصل إجمالي عدد سكان الجزيرة إلى أكثر من 3500 شخص، معظمهم من المعسكرات والسياح. أكبر ميناء اصطناعي للعبارات هو كاراف. عاصمة الجزيرة كاستري. القرية الجنوبية المأهولة بالسكان هي فاتسيانا، ويبلغ عدد سكانها الدائم 31 شخصًا.